# فهرست شهرستان‌های ورمانت
فهرست شهرستان‌های ورمونت (به انگلیسی: List of counties in Vermont)
| نام شهرستان              | مرکز شهرستان                     | تأسیس | جمعیت   | مساحت                              | نقشه |
| ------------------------ | -------------------------------- | ----- | ------- | ---------------------------------- | ---- |
| شهرستان ادیسون، ورمونت   | میدلبری، ورمانت                  | ۱۷۸۵  | ۳۶٬۸۲۱  | ۷۷۰ مایل مربع (۲٬۰۰۰ کیلومتر مربع) |      |
| شهرستان بنینگتن، ورمونت  | بنینگتن، ورمانت و منچستر، ورمانت | ۱۷۷۹  | ۳۷٬۱۲۵  | ۶۷۶ مایل مربع (۱٬۷۵۰ کیلومتر مربع) |      |
| شهرستان کلدونیا، ورمونت  | سنت جانزبری، ورمانت              | ۱۷۹۲  | ۳۱٬۲۲۷  | ۶۵۱ مایل مربع (۱٬۶۹۰ کیلومتر مربع) |      |
| شهرستان چیتندن، ورمونت   | برلینگتون، ورمانت                | ۱۷۸۷  | ۱۵۶٬۵۴۵ | ۵۳۹ مایل مربع (۱٬۴۰۰ کیلومتر مربع) |      |
| شهرستان اسکس، ورمونت     | گیدلهال، ورمانت                  | ۱۷۹۲  | ۶٬۳۰۶   | ۶۶۵ مایل مربع (۱٬۷۲۰ کیلومتر مربع) |      |
| شهرستان فرانکلین، ورمونت | سنت آلبنس (شهر)، ورمانت          | ۱۷۹۲  | ۴۷٬۷۴۶  | ۶۳۷ مایل مربع (۱٬۶۵۰ کیلومتر مربع) |      |
| شهرستان گرند آیل، ورمونت | نورث هیرو، ورمانت                | ۱۸۰۲  | ۶٬۹۷۰   | ۸۳ مایل مربع (۲۱۰ کیلومتر مربع)    |      |
| شهرستان لامویل، ورمونت   | هاید پارک (شهرک)، ورمانت         | ۱۸۳۵  | ۲۴٬۴۷۵  | ۴۶۱ مایل مربع (۱٬۱۹۰ کیلومتر مربع) |      |
| شهرستان اورنج، ورمونت    | چلسی، ورمانت                     | ۱۷۸۱  | ۲۸٬۹۳۶  | ۶۸۹ مایل مربع (۱٬۷۸۰ کیلومتر مربع) |      |
| شهرستان آرلینز، ورمونت   | نیوپورت (شهر)، ورمانت            | ۱۷۹۲  | ۲۷٬۲۳۱  | ۶۹۷ مایل مربع (۱٬۸۱۰ کیلومتر مربع) |      |
| شهرستان راتلند، ورمونت   | رالتند (شهر)، ورمانت             | ۱۷۸۱  | ۶۱٬۶۴۲  | ۹۳۲ مایل مربع (۲٬۴۱۰ کیلومتر مربع) |      |
| شهرستان واشینگتن، ورمونت | مونپلیه                          | ۱۸۱۰  | ۵۹٬۵۳۴  | ۶۹۰ مایل مربع (۱٬۸۰۰ کیلومتر مربع) |      |
| شهرستان ویندهام، ورمونت  | نیوفین، ورمانت                   | ۱۷۷۹  | ۴۴٬۵۱۳  | ۷۸۹ مایل مربع (۲٬۰۴۰ کیلومتر مربع) |      |
| شهرستان ویندسور، ورمونت  | ووداستاک، ورمانت                 | ۱۷۸۱  | ۵۶٬۶۷۰  | ۹۷۱ مایل مربع (۲٬۵۱۰ کیلومتر مربع) |      |